# Варна (провінція Больцано)
Варна (італ. Varna) — муніципалітет в Італії, у регіоні Трентіно-Альто-Адідже,  провінція Больцано.
Варна розташована на відстані близько 550 км на північ від Рима, 85 км на північний схід від Тренто, 35 км на північний схід від Больцано.
Населення — 4433 особи (2014).

## Демографія
Населення за роками:

Станом на 1 січня 2023 року в муніципалітеті офіційно проживав 481 іноземець з 42 країн, серед них 281 громадянин країн Євросоюзу та 27 громадян України.

## Сусідні муніципалітети
- Брессаноне
- Кьюза
- Фортецца
- Нац-Шіавес
- Сарентіно
- Вельтурно